# Maranatha Football Club
O Maranatha Football Club é um clube de futebol com sede em Womé, Togo. Fundado em 1997, compete no Campeonato Togolês de Futebol.